# Дубровка (Смолевицький район)
Дубровка (біл. вёска Дубраўка) — село в складі Смолевицького району Мінської області, Білорусь. Село підпорядковане Заболотській сільській раді, розташоване в центральній частині області.